# Pratmakarna
Pratmakarna var en serie TV-program med svenska humorister som berättade roliga historier. Den första omgången sändes i början av 1970-talet och bland de medverkande fanns Rolf Bengtsson, Arve Opsahl, Carl-Gustaf Lindstedt, Stig Grybe och Mille Schmidt.
Under 1990-talet kom serien tillbaka och då medverkade bland andra Ulf Larsson, Carina Lidbom, Anna Sundqvist, Laila Westersund, Jarl Borssén, Johannes Brost, Gösta Krantz och Bert-Åke Varg.
Idén kom från det brittiska tv-programmet The Comedians.